# ديف هوب
ديف هوب (بالإنجليزية: Dave Hope)‏ هو كاهن أنجليكاني أمريكي، ولد في 7 أكتوبر 1949 في توبيكا في الولايات المتحدة.

## وصلات خارجية
- ديف هوب على موقع ميوزك برينز (الإنجليزية)
- ديف هوب على موقع أول ميوزيك (الإنجليزية)
- ديف هوب على موقع ديسكوغز (الإنجليزية)